# První mezinárodní kongres katalánského jazyka
1. Mezinárodní kongres katalánského jazyka se konal v Barceloně od 13. do 18. října roku 1906. Organizoval jej a zároveň mu předsedal Antoni M. Alcover za pomoci Bernharda Schädela. Hlavním cílem kongresu bylo zaměřit se na studium katalánského jazyka za účelem sepsaní gramatiky katalánštiny, ale celá událost se proměnila v manifest kolektivního přihlášení se ke katalánskému jazyku a v plebiscit ve prospěch stanovení definitivní normy jazyka. Kromě zvýšení prestiže katalánštiny, byla hlavním výsledkem kongresu rychlá kodifikace pravopisu a gramatiky katalánského jazyka.

## Historické souvislosti
Během éry Modernismu se objevila po celé oblasti tzv. Katalánských zemí, ale zejména v Katalánsku, řada iniciativ ve prospěch institucionalizace a kulturní modernizace na okraji oficiálního španělského politického období zvaného Restauració, jednalo se například o konání Katalánského univerzitního kongresu, kongresů právníků a lékařů, založení Katalánských univerzitních studií (Estudis Universitaris Catalans), práce na slovníku, který inicioval Antoni M. Alcover; impulsy v oblasti žurnalistiky v katalánštině, sbírky nakladatelství l'Avenç (Editorial l'Avenç), atd. A poslední z těchto kolektivních iniciativ národního povznesení, která zároveň pro svoji povahu mohla získat širokou  podporu obyvatel, bylo uspořádání 1. Mezinárodního kongresu katalánského jazyka pode heslem "Vzchop se a mluv".
Politické okolnosti, za nichž se Kongresu konal, totiž přijetí  zákona  Llei de Jurisdiccions po pozastavení ústavní záruky v Barceloně, spojily katalánské hnutí v tzv. Katalánskou solidaritu (Solidaritat Catalana) a způsobily, že se konání kongresu stalo ještě více vlasteneckým aktem. Tzv. Regionální liga (Lliga Regionalista) jej také využila k propagaci kulturní politiky noucenstimu, kterou později aplikovala.

## Účast

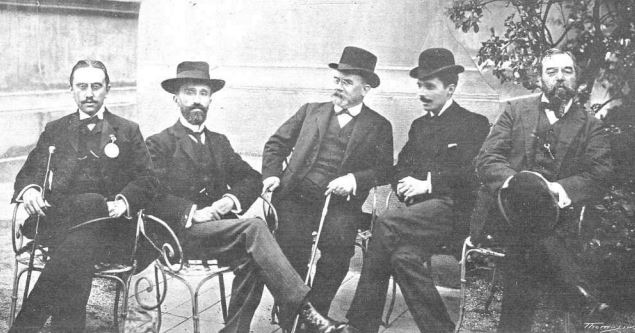
Technický výbor: z levé strany, Jaume Algarra i Postius, Jaume Massó i Torrenty, Antoni Rubió i Lluch, Josep Pijoan i Soteras a Joaquim Casas i Carbó (chybí Antoni M. Alcover a je zde navíc Algarra, patřící do jiné komise)

Kongresu se zúčastnilo více než 3000 osob, jednotlivců i zástupců sdružení, pocházejících ze všech katalánsky mluvících zemích, téměř žádný z účastníků nebyl lingvistou. A tento počet by byl ještě vyšší, kdyby bylo přijato dalších zhruba 2000 zájemců, kteří se zapsali po termínu. Občanská účast na Kongresu způsobila, že, zejména v ne striktně akademických jednáních, se celý počin proměnil v akt národního cítění a posílení a v setkání jednotlivých katalánsky mluvících zemí. Tento úspěch byl svědectvím velkého pokroku a nezvratnosti obnovení společenského používání katalánského jazyka od počátku katalánského obrození (Renaixença) (1833), a představoval národní plebiscit ve prospěch lingvistů, kteří měli provést kodifikaci katalánského jazyka a ve prospěch jazykové normalizace. Kongres byl také příležitostí k tomu, aby se Pompeu Fabra stal veřejně známou osobností..
Jako zástupci různých národů katalánštiny, podle výrazu použitého na kongresu, je třeba uvést, kromě jiných delegátů, organizací a členů technického výboru Katalánského knížectví, následující osobnosti: Ramon d'Abadal, Joan Bardina, Maria Grandia, Àngel Guimerà, Joan Maragall, Pompeu Fabra, Manuel de Montoliu, Enric Prat de la Riba, Joan Rubió i Bellver, Joaquín Ruyra; z Valencie ve funkci čestných členů Teodor Llorente, Lluís Fullana Faustí Barberà Martí, Vicent Mancho Soriano a Vincent Greus i Roig d'Alginet; z Baleárských ostrovů Joan Alcover i Maspons, Gabriel Alomar i Villalonga, Miquel Costa i Llobera, Mateu Obrador i Bennàssar, Angel Ruiz i Pablo a Llorenç Riber; ze Severního Katalánska Juli Delpont a Esteve Caseponce; z Algueru Anthony Ciuffo a John Palomba.
Kongresu se účastnili i zahraniční vědci, Körösi Albin (Budapešť), Adolfo Bonilla i Sanmartín (Madrid, Španělsko), Göran Björkmann (Stockholm), Dimitrios Bikelas (Atény), Josef Calmette (Dijon), Albert Counson (Halle), Prospèr Estieu (Raissac-sobre-Lampy, Llenguadoc), Arturo Farinelli (Innsbruck), Raymond Foulché-Delbosc (Paříž), Pier Enea Guarnerio (Milan), Aniceto Goçalves Vianna (Lisabon), Fritz Holle (Berlín), Marcelino Menéndez Pelayo, člen čestného předsednictva, Ramón Menéndez Pidal (Madrid), Alfred Morel-Fatio (Paříž), Kristoffer Nyrop (Gentofle, Copenhage), Antonín Pikhard (Praha), Antonio Restori (Messina), Huch A. Rennert (Philadelphia), Antonino Salinas (Palermo), Bernhard Schädel (Halle), Jean-Joseph Saroïhandy (Versailles), Karl Vollmöller (Drážďany) a Eberhard Vogel Müller (Aachen).

## Význam
Prvním důsledkem konání Kongresu bylo zvýšení prestiže katalánštiny. Dalším bylo, ihned po volebním vítězství koalice Katalánská solidarita (Solidaritat Catalana), založení Filologické Sekce  (Secció Filològica ) na Institutu katalánských studií (Institut d'Estudis Catalans), jejímž zakladatelem byl , Enric Prat de la Riba, obklopen spolupracovníky jako např. Antoni Rubió i Lluch, Jaume Massó i Torrents, Joaquim Casas-Carbó a Josep Pijoan i Soteras. Prat de la Riba na Kongresu vzdal veřejně poctu jeho předsedovi, jímž byl Antoni M. Alcover, kterého později jmenoval prezidentem Filologické Sekce a  Pompeu Fabra jejím členem, díky čemuž mohl pracovat na kodifikaci moderního jazyka. Institut katalánských studií v roce 1913 schválil pravidla pravopisu a poté Gramatiku Pompeu Fabry (1918), později slovník Diccionari General de la Llengua Catalana (1932), vše dílem tohoto lingvisty.
Dalším důsledkem Kongresu byl fakt, že oficiální pravopis, gramatika a slovník mohly být propagovány bez téměř jakékoliv opozice napříč oblastí Katalánsky mluvících zemí. V důsledku toho došlo k velkému rozmachu katalánského jazyka ve všech oblastech. Později, během Frankovy diktatury, přijetí těchto norem umožnilo  tajné vzdělávání v katalánském jazyce, a následně, po diktatuře, umožnilo rychlé a intenzivní oživení právě díky míře gramotnosti v katalánštině, bylo to také důsledkem prestiže, kterou jazyku rozšíření gramotnosti v katalánštině dodalo. 

## Obsah
Na začátku měla být tématem Kongresu syntax, ale vzhledem k nedostatku odborníků v zemi, bylo téma rozšířeno na celou gramatiku a později na jakýkoliv druh problému souvisejícím s katalánštinou a zároveň se stal  kongres mezinárodním. Jednání byla rozdělena do tří sekcí: filologicko-historická, literární a sociálně-právní. Prezentována byla díla sociálních dějin jazyka (substrát, adstrát, rozšíření, atd.), dialektologie, jazykových hranic, terminologií a odborných jazyků (právo, architektura a stavebnictví, medicína, filozofie), sociolingvistické situace, jazykové interference, morfologie, syntaxe, lexikografie, fonetiky a prozódie, pravopisu, etymologie, překladu, žurnalistiky, pedagogiky, demografie, teorie práva, apod. Souběžně s Kongresem se konala také výstava knih v katalánštině počínaje obdobím hnutí zvaného Renaixença.
Obzvláště důležitý byl příspěvek od Bernharda Schädela nazvaný Sobre l'avenir dels estudis lingüístics catalans, který zahrnoval myšlenku potřeby jazykového atlasu Katalánska; příspěvek Malorčanů  Joana Aguiló a Antoni Riery s první mapou území katalánského jazyka a první statistikou o jeho mluvčích; dále příspěvek Josepa Bertran i Musitua pojednávající o jazykových právech katalánsky mluvících osob a o povinnosti španělského státu chránit a podporovat katalánský jazyk; příspěvek Joaquima Casas-Carbó nazvaný Manera com se reforçaran i consolidaran els vincles de solidaritat natural entre els pobles de llengua catalana assegurant-se l'avenir de la nostra literatura; dále Pompeu Fabry s jednou z jeho nejzajímavějších pravopisných esejí a Enrica Prat de la  Riba titulovaný Importància de la llengua dins del concepte de la nacionalitat (dosl. Význam jazyka v rámci koncepce státní příslušnosti).
Kniha První mezinárodní kongres katalánského Jazyka (Primer Congrés Internacional de la Llengua Catalana) shromažďuje všechny informace týkající se Kongresu, včetně příspěvků přednášejících a poznámek lidí, kteří je předkládali, s komentářem, zda byly přednášejícími přijaty či nikoliv.

## Události
Neakademické události doprovázející Kongres  byly následující: zahájení v Teatre Principal; vernisáž výstavy knih v katalánštině v Palau de Belles Arts, venkovní slavnost v parku Güell s populární hudbou a tancem sardana; Festival katalánského divadla v Teatre Principal, svátek populární hudby; oběd pro zahraniční účastníky na Tibidabo s odhalením náhrobního kamene věnovanému Jacintu Verdaguerovi; slavnostní zakončení; recepce v Saló de Cent (Casa de la Ciutat), výlety do různých míst a recepce v Ateneu Barcelonès